# Danger Zone (chanson)
Pour les articles homonymes, voir Danger Zone.
Singles de Kenny Loggins
I'll Be There
(1985) Playing with the Boys
(1986)
Danger Zone est une chanson écrite par Tom Whitlock, composée par Giorgio Moroder et interprétée par le chanteur de rock américain Kenny Loggins. Sortie en single le 13 mai 1986, elle est extraite de la bande originale du film Top Gun.
Elle parvient à la 2e place du Billboard Hot 100 aux États-Unis et entre dans les classements des ventes de singles de plusieurs pays. Avec Footloose, c'est une des chansons emblématiques de Kenny Loggins.

## Histoire de la chanson
Jerry Bruckheimer et Don Simpson, producteurs du film, en collaboration avec Michael Dilbeck, superviseur de la bande musicale, avait plus de 300 musiques à disposition pour Top Gun. Mais en essayant d'accorder les rushes de la scène d'ouverture du film sur le porte-avion, ils constatèrent que rien ne fonctionnait. Bruckenheimer a alors demandé au producteur de la bande-son, Giorgio Moroder, d'écrire quelque chose. Avec l'aide de Tom Whitlock, il composa Danger Zone, et demanda à Joe Pizzulo d'enregistrer une démo. Avec l'accord des producteurs, Columbia Records (distributeur de la bande originale du film) demanda à Moroder d'inclure Danger Zone, à la condition que la chanson soit interprétée par un artiste déjà signé par le label.
Originellement, c'est le groupe musical Toto qui devait interpréter cette chanson, mais l'impossibilité de trouver un accord entre les producteurs de Top Gun et l'avocat du groupe empêcha cette collaboration.
Bryan Adams avait été approché pour autoriser l'utilisation de sa chanson Only the Strong Survive dans la bande originale du film, et on lui demanda aussi d'interpréter Danger Zone, mais Adams refusa, car il pensait que le film glorifiait la guerre, et qu'il ne voulait pas que son œuvre soit associée à un tel film.
Le groupe REO Speedwagon a lui aussi été approché, mais il refusa car aucune de ses propres compositions n'étaient utilisées pour la bande originale.
Finalement, les producteurs acceptèrent que Danger Zone soit interprétée par Kenny Loggins. Whitlock se rendit chez Loggins, à Encino, et le chanteur ajouta ses propres variations à la chanson.

## Composition
Dann Huff, chanteur et guitariste du groupe de hard rock Giant, joue les parties de guitare. La ligne de basse est jouée sur un synthétiseur Yamaha DX7, accompagnée par une batterie électronique LinnDrum, deux instruments emblématiques de la pop des années 1980. Un saxophone ténor les rejoint vers la fin de la chanson.

## Clip vidéo
Un clip vidéo a été diffusé en mai 1986. La vidéo est réalisée par Tony Scott, et contient des footages de Loggins en train de chanter, entremêlé avec des extraits de Top Gun, également réalisé par Scott.
L'U.S. Navy aurait décrit le clip comme étant « le meilleur outil de recrutement jamais fabriqué » (« the most effective recruiting poster ever produced »).

## Référence dans la série téléviséeArcher
La série animée Archer inclut une référence permanente à la chanson, le personnage principal répétant fréquemment « appelez Kenny Loggins, car vous êtes dans la zone de danger ! » (« Call Kenny Loggins, 'cause you're in the danger zone »). Loggins en personne apparait dans l'épisode « Baby Shower » de la 5e saison, interprétant une version country de la chanson avec Cheryl Tunt.

## Classements hebdomadaires
| Classement (1986-1987)         | Meilleure position |
| ------------------------------ | ------------------ |
| Allemagne (Media Control AG)   | 12                 |
| Australie (Kent Music Report)  | 14                 |
| Canada (100 Singles)           | 7                  |
| États-Unis (Billboard Hot 100) | 2                  |
| Italie (FIMI)                  | 32                 |
| Nouvelle-Zélande (RMNZ)        | 12                 |
| Royaume-Uni (UK Singles Chart) | 45                 |
| Suisse (Schweizer Hitparade)   | 6                  |